# Brasiliens kommunistiska parti
Brasiliens kommunistiska parti (Partido Comunista do Brasil, PCdoB) är ett politiskt parti i Brasilien. PCdoB har ett ursprung som utbrytargrupp ur Brasilianska kommunistpartiet (Partido Comunista Brasileiro - PCB) som i skarven mellan femtio- och sextiotal började gå i revisionistisk riktning. Ett hundratal medlemmar gick ur partiet och 18 februari 1962 konstituerades PCdoB med tillkännagivandet av ett maoistiskt manifest. PCdoB har kallats det första marxist-leninistiska parti att ta avstånd från Nikita Chrusjtjov och dennes revisionistiska politik, men troligtvis var Set Perssons Sveriges Kommunistiska Arbetarförbund ett par år före.
I samband med bildandet meddelades det att partiet skulle ge ut en tidning, A Classe Operária (Arbetarklassen). Partiet sitter sedan 2003 med i den av Luiz Inácio Lula da Silva ledda brasilianska regeringen. Partiet deltar, liksom svenska Kommunistiska Partiet, i Internationella kommunistiska seminariet.